# استوديوهات مارفل: المجمعة (مسلسل وثائقي)
إستوديوهات مارفل: المُجمَعة عبارة عن مسلسل يتكون من مسلسلات وثائقية تلفزيونية متعددة مختارات من العروض الخاصة التي تم إنشاؤها لصالح منصة ديزني+ . من إنتاج إستوديوهات مارفل، كل فيلم خاص يذهب وراء الكواليس لمسلسل تلفزيوني أو فيلم من عالم مارفل السينمائي في المرحلة الرابعة، واستكشاف عملية إنشاء كل سلسلة أو فيلم.

## القصة
تدور أحداث المسلسل وراء الكواليس لمسلسل تلفزيوني من عالم مارفل السينمائي أو فيلم من المرحلة الرابعة، ويسكشف عملية إنشاء كل سلسلة أو فيلم.

## الخلفية
تم الإعلان عن إستوديوهات مارفل: المُجمَعة في فبراير 2021 كمسلسل وثائقي تلفزيوني من العروض الخاصة وراء الكواليس من خلال «فحص متعمق» للمسلسلات التلفزيونية والأفلام عالم مارفل السينمائي في قائمة المرحلة الرابعة من الامتياز. المحتوى. كل «صناعة» خاصة تتبع صانعي الأفلام والممثلين وأعضاء الطاقم أثناء إنتاج كل مشروع، مع لقطات حصرية موضوعة لتجميع العروض الخاصة في المسلسل. تم الإعلان عن تجميع العرض الأول في 12 مارس 2021، مع عرض خاص لـ واندا فيجن (2021)، مع عروض خاصة لـ الفالكون وجندي الشتاء (2021)، من لوكي (2021)، و هوك آي (2021)، إلى جانب كما تم الكشف عن فيلم الأرملة السوداء (2021). في وقت لاحق من شهر مارس، قبل العرض الأول لمسلسل الفالكون وجندي الشتاء ، تم الكشف عن عرضه الخاص في 30 أبريل 2021. بعد وقت قصير من العرض الأول مسلسل لوكي في يونيو، تم الكشف عن هذا المسلسل الخاص ليتم إصداره في 21 يوليو 2021. ظهرت العروض الخاصة الثلاثة الأولى بعد أسبوع واحد من إصدار خاتمة كل سلسلة. في سبتمبر 2021، تم الكشف عن إصدار الأرملة السوداء الخاص في 20 أكتوبر 2021، في حين تم إصداره خاصًا لـ (ماذا لو) تم الإعلان عنه في 27 أكتوبر ، في نوفمبر تم الإعلان عن إطلاق عرض خاص لـ شانغ تشي وأسطورة الحلقات العشر في 12 نوفمبر 2021 .
في كانون الأول (ديسمبر) 2021، أُعلن عن إطلاق ' هوك آي الخاص في 19 يناير 2022، على الرغم من نقله إلى 9 فبراير 2022، في يناير 2022. في الوقت نفسه، تم الإعلان عن إصدار خاص لـالأبديون (2021) في 16 فبراير. في أبريل 2022، تم الكشف عن عرض خاص لـ فارس القمر (2022) ليتم إصداره في 11 مايو 2022، في نهاية المطاف في 25 مايو. في يونيو 2022، تم الكشف عن عرض خاص لـ دكتور سترينج في الأكوان المتعددة (2022) ليتم إصداره في 1 يوليو 2022، قبل إعادته وإصداره بعد أسبوع في 8 يوليو.

## العروض الخاصة
| الحلقة | العنوان                                       | المخرج         | الاصدار        |
| ------ | --------------------------------------------- | -------------- | -------------- |
| 1      | صناعة "وندا فيجن"                             | برادفورد باروه | 12 مارس 2021   |
| 2      | صناعة " فالكون وجندي الشتاء"                  | برادفورد باروه | 30 أبريل 2021  |
| 3      | صناعة " لوكي"                                 | برادفورد باروه | 21 يوليو 2021  |
| 4      | صناعة " الأرملة السوداء"                      | برادفورد باروه | 20 أكتوبر 2021 |
| 5      | صناعة " ماذا لو...؟"                          | برادفورد باروه | 27 أكتوبر 2021 |
| 6      | صناعة " شانغ تشي وأسطورة الحلقات العشر"       | برادفورد باروه | 12 نوفمبر 2021 |
| 7      | صناعة "هوك آي"                                | برادفورد باروه | 9 فبراير 2022  |
| 8      | صناعة "الأبديون"                              | برادلي هوجان   | 16 فبراير 2022 |
| 9      | صناعة " فارس القمر"                           | برادفورد باروه | 25 مايو 2022   |
| 10     | صناعة " دكتور سترينج في الكون المتعدد للجنون" | برادفورد باروه | 8 يوليو 2022   |

## الإصدار
عرض مسلسل إستوديوهات مارفل: المُجمَعة لأول مرة في 12 مارس 2021، على ديزني+ .

## روابط خارجية
- الموقع الرسمي
 في مارفل إنترتينمنت
- إستوديوهات مارفل: المُجمَعة في قاعدة بيانات الأفلام على الإنترنت.
- إستوديوهات مارفل: المُجمَعة في ديزني+